# Uintatherium
Az Uintatherium az emlősök (Mammalia) osztályának fosszilis Dinocerata rendjébe, ezen belül az Uintatheriidae családjába tartozó nem.

## Tudnivalók
Az Uintatherium körülbelül orrszarvú nagyságú növényevő volt. A legfőbb ismertetője a koponyája, amely nagy és erős felépítésű, és egyidőben lapos és konkáv volt; ez a jellegzetesség más emlősnél nem található meg, kivéve néhány Brontotheriidae-fajt. A koponya belső térfogata igen kicsi volt, mivel a koponya nagyon vastag csontokból állt. Hogy könnyítsen a koponya súlyán, az állat számos koponya-üreget fejlesztett, éppen úgy, mint a mai elefánt. A hatalmas felső szemfogak, amelyek valószínűleg kitűnő fegyverek voltak, hasonlítottak a kardfogú macskaformákéhoz; a hímek szemfogai nagyobbak voltak, mint a nőstényeké.
A hímek koponyájából 6 darab jól kiemelkedő csontos képződmény nőtt ki, ezek a fej elülső részén helyezkedtek el. Ezek szerepét még nem ismerik. Lehet, hogy az állat védekezéskor vagy párkereséskor használta őket. Az Uintatherium az eocén kor elején és közepén élt, 45-37 millió évvel ezelőtt. Mivel növényevő volt, valószínűleg levelekkel, fűvel és bokrokkal táplálkozhatott. Az Uintatherium a vizek közelében élt és étrendjét vízinövényekkel egészítette ki, ezeket hatalmas szemfogaival gyűjtötte össze.
Az állat az éghajlat változás miatt és a Brontotheriidaekkal és kezdetleges orrszarvúakkal való versengés miatt halt ki; nincs mai leszármazottja. Its legs were robust to sustain the weight of the animal and were equipped with claws.
A Utah Field House of Natural History State Parkban egy Uintatherium csontváz is ki van állítva.
Az őslénykutatók becslései szerint ennek az ősemlősnek az átlagos hossza 4 méter, marmagassága 1,70 méter és testtömege 2 tonna lehetett.
Az Uintatherium anceps maradványait a wyomingi Fort Bridger mellett fedezték fel, míg az Uintatherium insperatusét a kínai Honan tartományban.

## Rendszerezés
A nembe az alábbi 2 faj tartozik:
- Uintatherium anceps Leidy, 1872 - kora-középső eocén; Amerikai Egyesült Államok; típusfaj; szinonimái: Titanotherium anceps, Dinoceras agreste, Dinoceras cuneum, Dinoceras distans, Dinoceras lacustre, Dinoceras laticeps, Dinoceras lucare, Dinoceras mirabile, Dinoceras reflexum, Elachoceras parvum, Loxolophodon furcatus, Loxolophodon pressicornis, Tinoceras affine, Tinoceras crassifrons, Tinoceras grande, Tinoceras hians, Tinoceras jugum, Tinoceras latum, Tinoceras pugnax, Tinoceras vagans, Uintamastix atrox, Uintatherium alticeps, Uintatherium latifrons, Uintatherium leidianum, Uintatherium princeps, Uintatherium robustum, Uintatherium segne
- Uintatherium insperatus Tong & Wang 1981 - középső-késő eocén; Kína[5]

## Képek

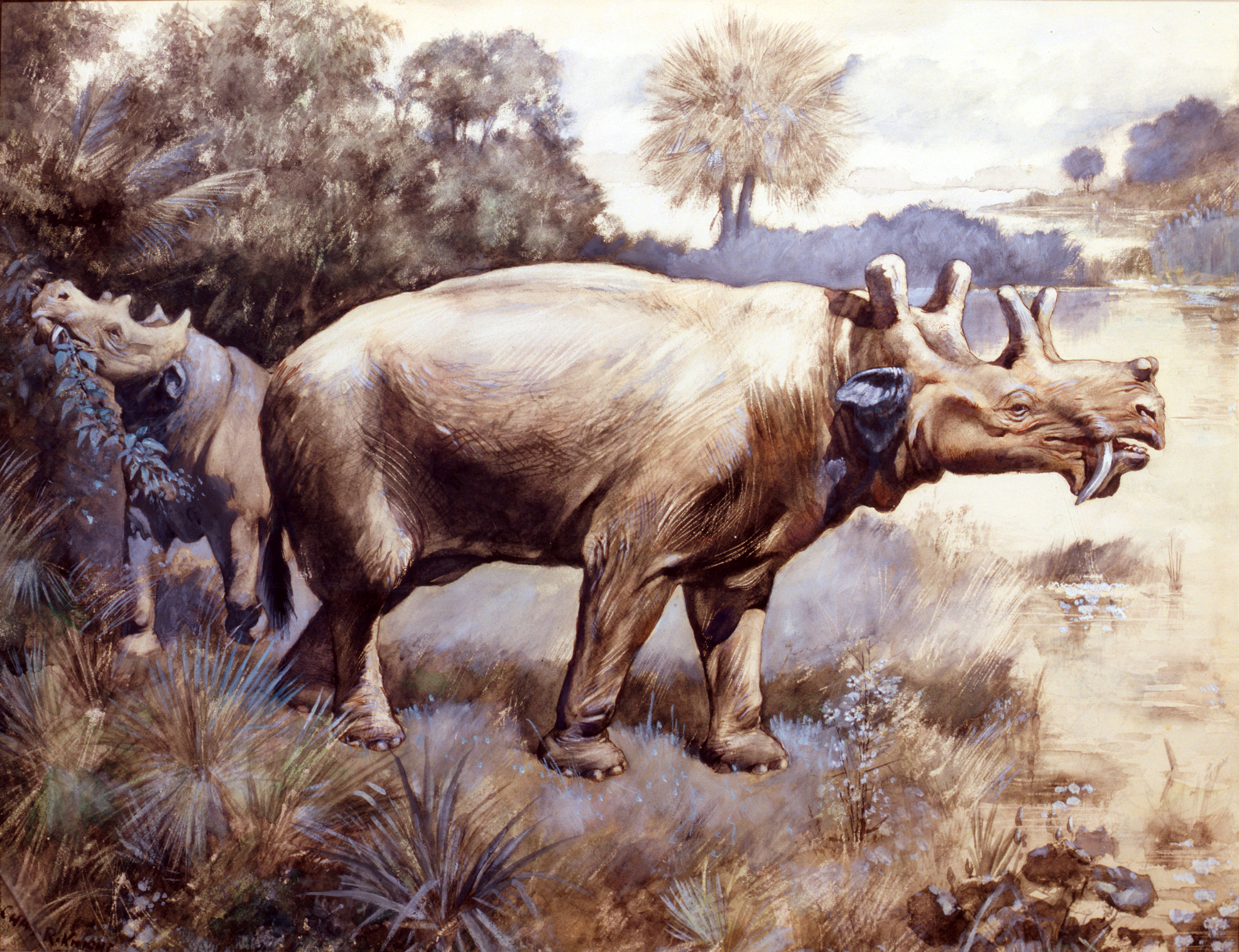
C. R. Knight rajza két Uintatheriumról
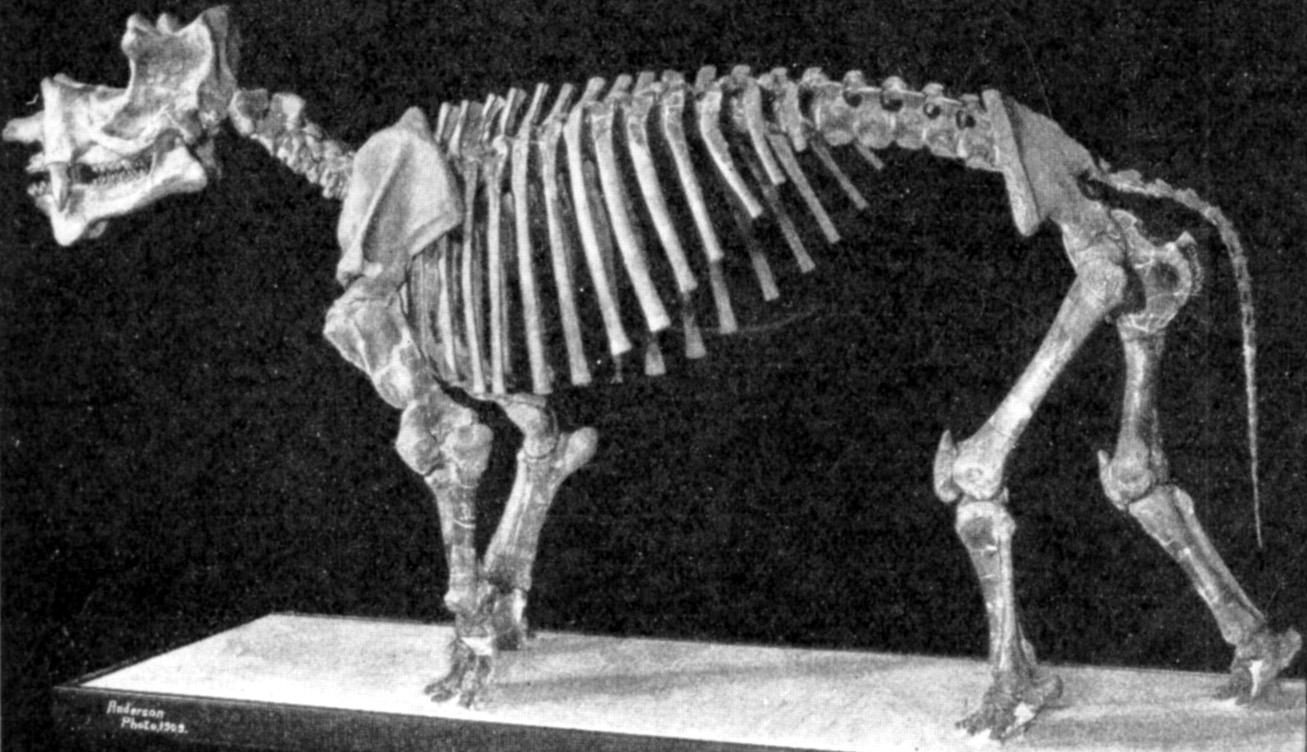
Az Uintatherium csontvázai
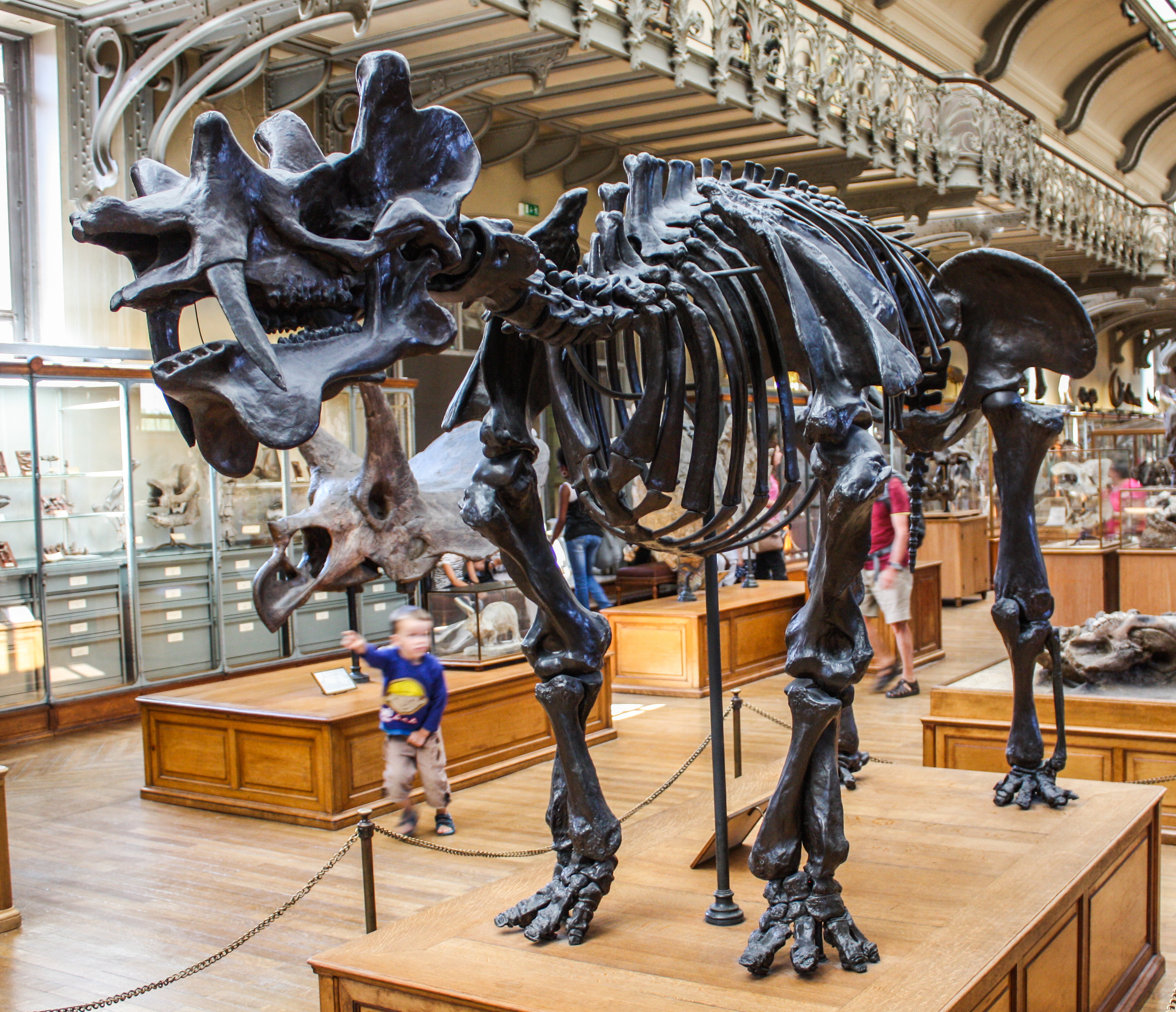
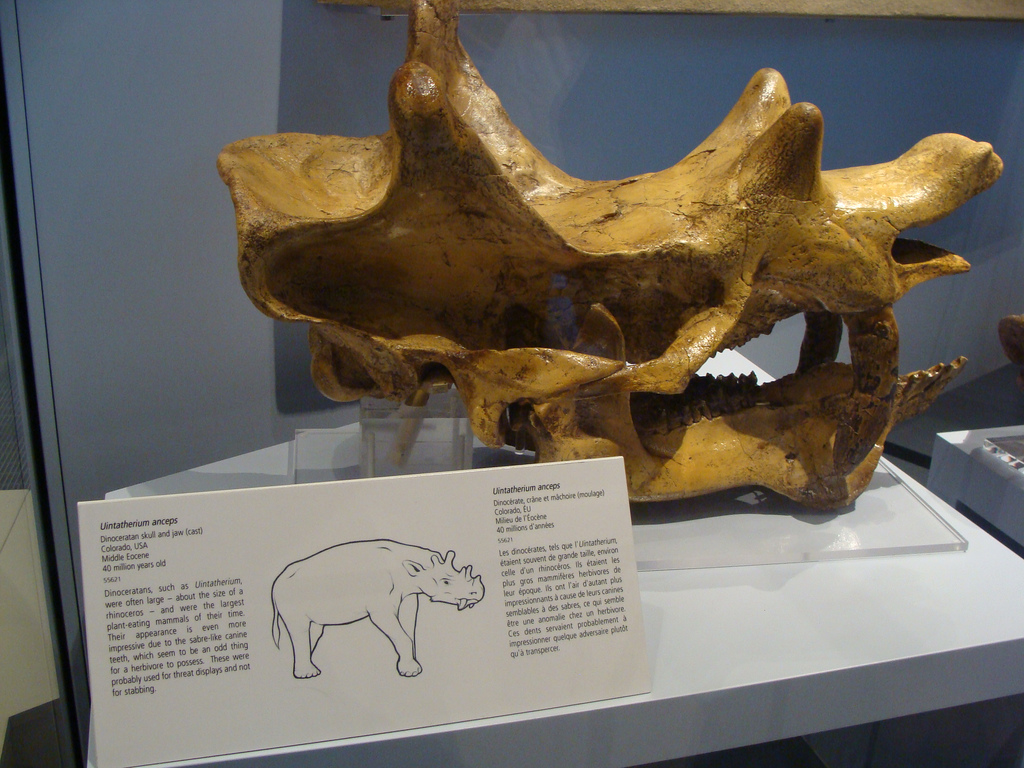
Uintatherium anceps koponyái
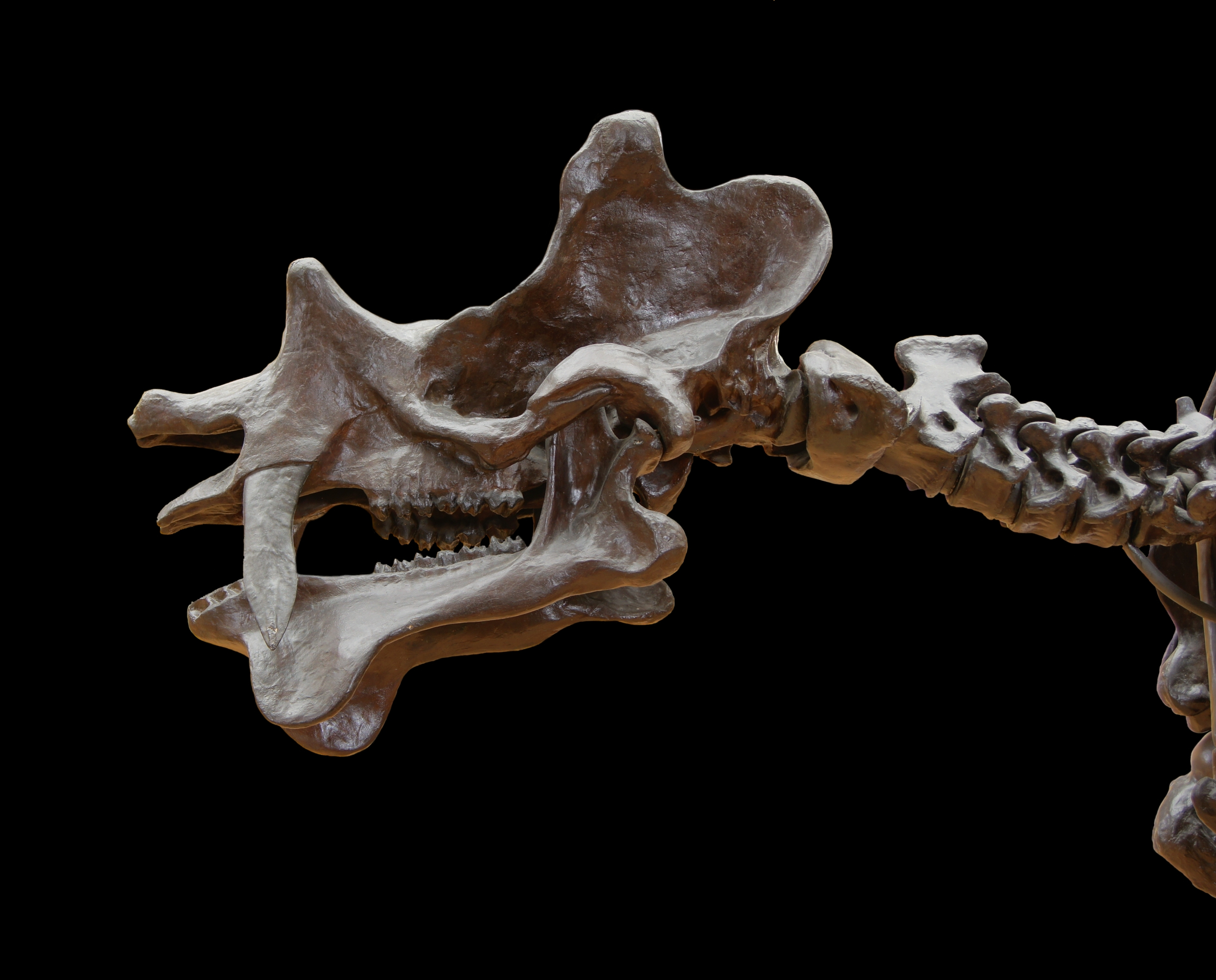

### Fordítás
- Ez a szócikk részben vagy egészben  az   Uintatherium című angol Wikipédia-szócikk ezen változatának fordításán alapul.  Az eredeti cikk szerkesztőit annak laptörténete sorolja fel. Ez a jelzés csupán a megfogalmazás eredetét és a szerzői jogokat jelzi, nem szolgál a cikkben szereplő információk forrásmegjelöléseként.